# 吉田弥右衛門
吉田 弥右衛門（よしだ　やえもん、元禄13年（1700年）- 明和3年（1766年））は、江戸時代の日本の農民。武蔵国入間郡南永井村の名主を務めた。江戸より北の武蔵野台地で最初に甘藷の栽培に成功し、川越いもの基礎を確立した。

## 経歴
元禄13年（1700年）南永井村の名主の吉田家に生まれる。南永井村は川越藩主松平輝綱の新田開拓により誕生した村であるが1704年に藩主柳沢吉保の甲府への転封後は幕府領となる。
長じて名主職を継ぎ、夏場の干ばつに弱く不作の多い同地の農民を救うべく工夫を重ねていた。寛延4年(1751年)2月28日、幕府の許しを得て江戸木挽町の商人川内屋八郎兵衛の仲介で倅吉田弥左衛門（1725年-1808年）を上総国志井津村の甘藷農家長十郎方へ派遣し、甘藷の栽培法を学ばせるとともに種芋二百個を五百文で買いつける。弥左衛門の入手した種芋を元に試作を重ね、成功後近隣にこの作法を伝播し、武蔵野台地一帯を甘藷の一大産地とするまでに普及させた。弥右衛門は寛保3年（1743年）から村の出来事などを記録した「弥右衛門覚書聞書覚帳」を書き残していて、さつまいもの作り始めに関する内容も記載されている。この古文書は吉田家に現存している。

## エピソード
弥右衛門の普及した甘藷は川越から江戸への新河岸川の舟運によって運ばれることにより「川越いも」の名で知られるようになり、寛政年間には江戸市中に川越いもを材料とした焼き芋屋が登場。天保年間になると「九里（栗）四里うまい十三里」として焼き芋が江戸市中で流行するほどになったという。

## 死後
埼玉県の調査により弥右衛門覚書聞書覚帳が世に知られることになり、昭和26年（1952年）、さつまいも栽培地が県史蹟文化財に指定され、県の管理を委嘱された柳瀬村により「史蹟南永井さつまいも始作地之碑」が建立された。のちに県の文化財指定は解除されたが石碑は現在も吉田家の庭先に現存している。昭和44年（1969年）「弥右衛門覚書聞書帳」は所沢市指定文化財に指定された。死後239年経った平成18年（2005年）、甘藷乃神として青木昆陽と共に所沢市中富の三富・富岡総鎮守神明社に祀られた。